# El Salvador International 2024
Die El Salvador International 2024 im Badminton fanden vom 26. bis zum 30. November 2024 in San Salvador statt. 

## Sieger und Platzierte
| Disziplin    | Gold                       | Silber                               | Bronze                                           |
| ------------ | -------------------------- | ------------------------------------ | ------------------------------------------------ |
| Herreneinzel | Mark Shelley Alcala        | Uriel Canjura                        | Jonathan Matias                                  |
| Herreneinzel | Mark Shelley Alcala        | Uriel Canjura                        | Adriano Viale                                    |
| Dameneinzel  | Juliana Viana Vieira       | Yevheniia Kantemyr                   | Inés Castillo                                    |
| Dameneinzel  | Juliana Viana Vieira       | Yevheniia Kantemyr                   | Juliana Giraldo                                  |
| Herrendoppel | Fabrício Farias Davi Silva | João Mendonça Kauan Figueroa Sttocco | Christopher Martínez Jonathan Solís              |
| Herrendoppel | Fabrício Farias Davi Silva | João Mendonça Kauan Figueroa Sttocco | Jose Luis Granados Morales Antonio Emanuel Ortiz |
| Damendoppel  | Jaqueline Lima Sâmia Lima  | Diana Corleto Soto Nikte Sotomayor   | Suneri Chinthalapati Anvita Jamsandekar          |
| Damendoppel  | Jaqueline Lima Sâmia Lima  | Diana Corleto Soto Nikte Sotomayor   | Amaia Torralba Jana Villanueva                   |
| Mixed        | Davi Silva Sânia Lima      | Fabrício Farias Jaqueline Lima       | Miguel Esteve Amaia Torralba                     |
| Mixed        | Davi Silva Sânia Lima      | Fabrício Farias Jaqueline Lima       | Matheus Voigt Tamires Santos                     |